# Rudolf Königer
Peter Friedrich Rudolf Königer (* 10. Juni 1879 in Oldenburg (Oldb); † 31. Oktober 1954 ebenda) war ein deutscher Jurist und Politiker. Von 1919 bis 1933 war er Oberbürgermeister von Delmenhorst.

## Leben

### Herkunft und frühe Tätigkeiten
Königer war der Sohn des praktischen Arztes Heinrich Königer und dessen Ehefrau Johanne geb. Jühren. Er besuchte das Gymnasium in Oldenburg und studierte Rechtswissenschaft an den Universitäten München, Göttingen, Leipzig und Berlin. Am 2. Oktober 1905 trat er als Referendar in die Delmenhorster Stadtverwaltung ein und vertrat schon bald den damaligen Bürgermeister Erich Koch-Weser während dessen Abwesenheit. Im September 1907 wurde er zum Stadtsyndikus gewählt. Während des Ersten Weltkriegs kämpfte ab dem Kriegsbeginn am 2. August 1914 bis zu seiner Verwundung am 31. Mai 1916 als Hauptmann der Artillerie an der Westfront. Danach wurde er bis zum Dezember 1917 auf Reklamation zur dienstlichen Verwendung beim Delmenhorster Stadtrat vom Heeresdienst zurückgestellt. Das letzte Kriegsjahr verbrachte er dann in dem von deutschen Truppen besetzten Gouvernement Livland.

### Bürgermeister von Delmenhorst

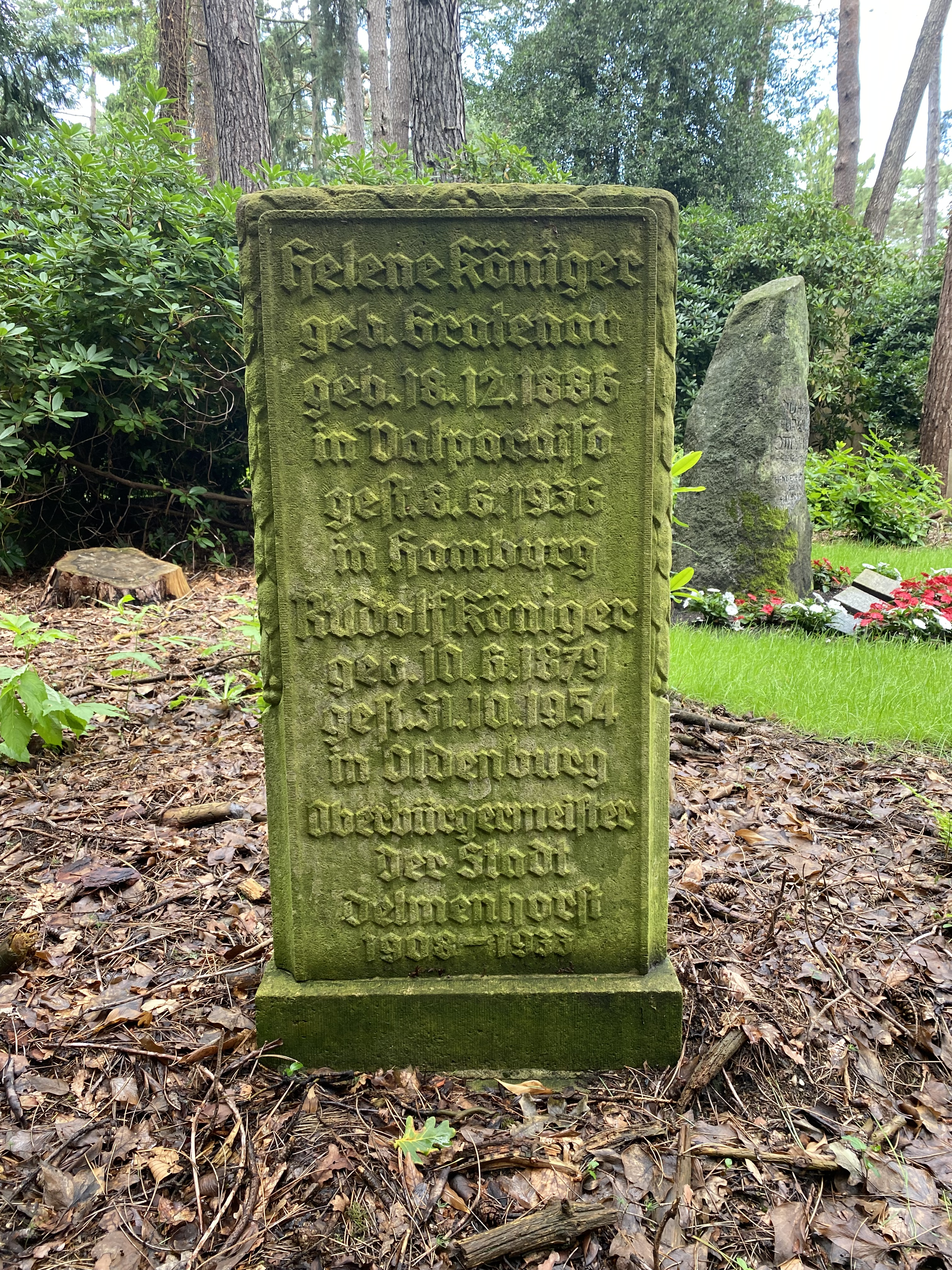
Grabstätte auf dem Friedhof Ohlsdorf

Nach seiner Rückkehr nach Deutschland wurde er 1919 zum Bürgermeister von Delmenhorst gewählt. Er erarbeitete sich durch seine Führungsqualitäten und seinen Fleiß eine geachtete Stellung und war trotz Inflation und Weltwirtschaftskrise auf vielen Gebieten der kommunalen Selbstverwaltung tätig. Vorrangig sorgte Königer für eine Neuorganisation des Armenwesens in eine zeitgemäße Fürsorge für sozial Schwache, förderte den sozialen Wohnungsbau durch gezielte Förderung des Baus kleiner Eigenheime sowie die weitere Entwicklung Delmenhorsts durch eine kluge Bodenerwerbspolitik. Weiterhin trieb er die Verbesserung der Infrastruktur durch die Einrichtung der Delmenhorst-Harpstedter Eisenbahn sowie der Bahnstrecke Delmenhorst–Lemwerder voran und förderte die öffentlichen Bautätigkeit, so etwa 1928 durch die Errichtung des städtischen Krankenhauses. Auch bemühte er sich um die Gründung der Delmenhorster Sparkasse. 1929 erfolgte die Vereinigung von engerer Stadt und Stadtgemeinde Delmenhorst.
Nach der Machtergreifung durch die Nationalsozialisten konnte sich Königer aufgrund seiner hohen Reputation zunächst noch in seinem Amt halten. Da eine Absetzung vermieden werden sollte, wurde er erst am 30. Juni 1933 auf Vorschlag des Staatskommissars Wilhelm Müller, Königers designiertem Nachfolger, von Reichsstatthalter Carl Röver zur Disposition gestellt – also zwangspensioniert.

### Nach 1933
Nach seiner Pensionierung bis zum Ende des Zweiten Weltkriegs lebte Königer in Hamburg. Am 1. September 1945 wurde er Präsident der Landesversicherungsanstalt Oldenburg-Bremen und trat am 31. März 1952 endgültig in den Ruhestand.
Nebenamtlich war Königer von 1946 bis 1948 auch der erste Präsident des Landesverwaltungsgerichts Oldenburg. Rudolf Königer wurde auf dem Hamburger Friedhof Ohlsdorf beigesetzt. Die Grabstätte im Planquadrat T 27 liegt westlich des Freilichtmuseums der Ämtersteine.

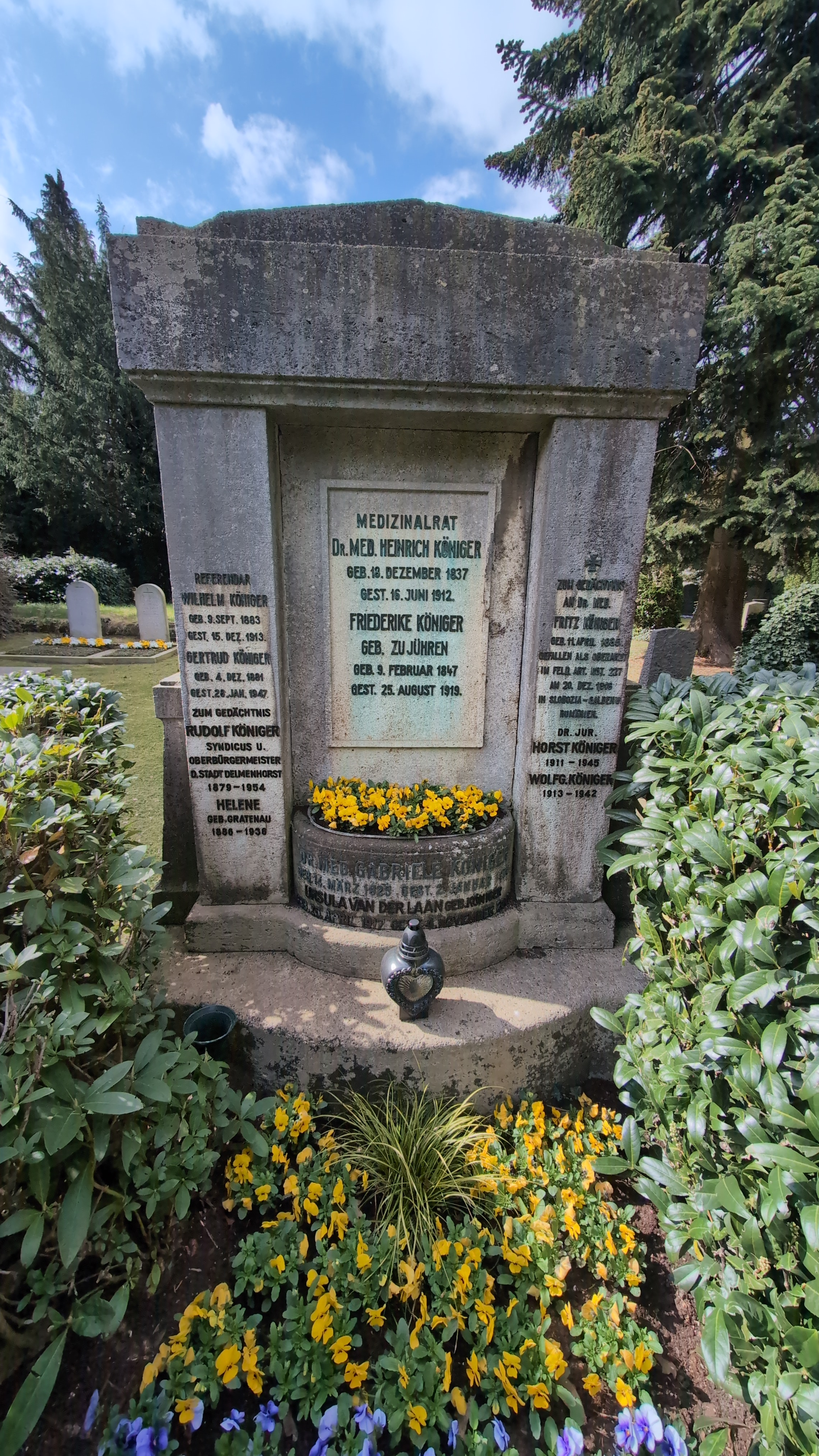
Gedächtnis Rudolf Königer Grabstätte Königer Gertrudenfriedhof Oldenburg

## Ehrungen
In Anerkennung seiner Verdienste wurde Königer am 4. Juni 1951 zum Ehrenbürger der Stadt Delmenhorst ernannt. Weiterhin erhielt er im Mai 1952 das Verdienstkreuz des Verdienstordens der Bundesrepublik Deutschland.